# کلاشم بالا
کلاشم بالا، روستایی از توابع ملاسرا شهرستان شفت در استان گیلان ایران است.

## جمعیت
این روستا در دهستان کلاشم  قرار دارد و براساس سرشماری مرکز آمار ایران در سال ۱۳۸۵، جمعیت آن ۱٬۹۲۸ نفر (۵۲۳خانوار) بوده‌است.